# Безупречный (фильм)
«Безупре́чный» (англ. Bad Education — «Плохо́е воспита́ние») — американский криминальный комедийно-драматический фильм 2019 года, снятый режиссёром Кори Финли по сценарию Майка Маковски. Фильм основан на реальных событиях и рассказывает о крупнейшем в истории США хищении бюджетных средств в государственной школе. В основу сценария легла статья Роберта Колкера «Плохой суперинтендант», опубликованная в журнале New York Magazine. Главные роли исполнили Хью Джекман и Эллисон Дженни; в фильме также снялись Джеральдин Висванатхан, Алекс Вулфф, Рафаэль Касаль, Стивен Спинелла, Аннали Эшфорд и Рэй Романо.
Действие фильма происходит в начале 2000-х годов в посёлке Розлин на Лонг-Айленде в Нью-Йорке. В фильме рассказывается история харизматичного и уважаемого заведующего школьным округом Фрэнка Тассоне (Джекман) и его заместителя Пэм Глакин (Дженни), которые крадут миллионы долларов из бюджета школы, которую они стремятся сделать лучшей в стране. Сценарист Маковски учился в средней школе Розлин, которую закончил в 2009 году, и был знаком с Тассоне с шести лет, ещё задолго до скандала.
Мировая премьера «Безупречного» состоялась 8 сентября 2019 года на Международном кинофестивале в Торонто. На канале HBO фильм впервые был показан 25 апреля 2020 года. Картина была хорошо принята кинокритиками, которые высоко оценили сценарий Маковски, режиссуру Финли и актёрскую игру Джекмана и Дженни.

## Сюжет
В 2002 году доктор Фрэнк Тассоне является заведующим школьным округом Розлин на Лонг-Айленде и курирует среднюю школу Розлин. Фрэнк вместе со своим заместителем Пэм Глакин проводят в школе значительные улучшения, что позволяет Розлин занять 4-е место в рейтинге лучших государственных школ США. Успешные результаты работы школы в свою очередь стимулируют развитие местной экономики, цены на недвижимость в округе растут, что приводит к росту доходов главы школьного попечительского совета и брокера по недвижимости Боба Спайсера. Фрэнка любят как ученики, так и родители, и он пользуется популярностью у женщин. Фрэнк утверждает, что его жена умерла много лет назад, но на самом деле он является геем, состоящим в тайных отношениях. Во время посещения конференции в Лас-Вегасе Фрэнк заводит роман со своим бывшим студентом Кайлом Контрерасом.
Во время написания статьи для школьной газеты Hilltop Beacon о новом переходе между корпусами, который планирует построить школа, студентка Рейчел Баргава начинает обнаруживать несоответствия в финансовых документах округа. Втайне от всех в школе, Фрэнк и Пэм являются создателями схемы массовых хищений и украли из бюджета школьного округа миллионы долларов. Об участии Пэм в этой схеме становится известно, когда её сын Джимми использует корпоративную карточку Розлин при покупке строительных материалов для ремонта дома Пэм; на подозрительные сделки обращает внимание родственник Боба и сообщает ему об этом.
На следующий день Пэм приходится отвечать за свои действия. Стремясь утаить свою роль в этой схеме, Фрэнк убеждает школьный совет скрыть растрату от общественности и правоохранительных органов. Он также оказывает давление на аудитора Фила Метцгера, чтобы тот оценил украденную сумму в 250 000 долларов, хотя фактическая сумма намного выше. Пэм увольняют с работы, но совет принимает решение не выдвигать против неё обвинений и требует лишь возместить причиненный ущерб. Фрэнк также переводит племянницу Пэм, Дженни, которая работала в школе офис-менеджером, в хозяйственный отдел, угрожая раскрыть её собственное незаконное использование средств округа
Тем временем Рейчел с помощью своего отца обнаруживает в счетах школьного округа доказательства многочисленных липовых выплат подрядчикам, которые на самом деле не получали деньги за заказы, а также договора с несуществующими фирмами. Она едет на Манхэттен, чтобы по указанному адресу проверить одного из поставщиков и обнаруживает, что это не офис, а жилая квартира в многоквартирном доме. В здании она замечает, как Фрэнк входит в эту квартиру; они обмениваются взглядами, но Рейчел быстро уходит. Выясняется, что квартира принадлежит Тому Туджиеро, многолетнему гражданскому мужу Фрэнка; Том также является владельцем липовой компании-подрядчика и соучастником мошеннической схемы.
Фрэнк в беседе с Рейчел предупреждает её о возможных последствиях разоблачения. Фил сообщает Фрэнку о найденных доказательствах новых незаконных расходов, включая авиабилеты первого класса до Лондона для Фрэнка и Кайла. Фрэнк шантажирует Фила, который годами подделывал документы, чтобы скрыть свою халатность как аудитора и не смог предотвратить хищения Пэм. Фил вынужден согласиться хранить молчание. Однако на следующий день в школьной газете выходит статья Рейчел, в которой рассказывается, что администрации школы годами транжирила деньги, а Фрэнк упоминается как ключевая фигура в мошеннической схеме. Фрэнк пытается оправдаться перед Бобом, утверждая, что всё делал на благо школы, и обещает вернуть присвоенные деньги. Боб сообщает, что попечительский совет соберётся на экстренное заседание и сделает публичное заявление по поводу растрат Пэм. Фрэнк умоляет не делать этого до голосования по утверждению школьного бюджета, но Боб не слушает его. Полиция возбуждает уголовное дело; Пэм, Дженни и Фил арестованы. После того, как власти угрожают преследованием её мужа и детей, Пэм соглашается дать показания против Фрэнка. Полиция информирует Тома о том, что Фрэнк изменял ему с Кайлом. Фрэнк уходит с поста суперинтенданта и бежит в Неваду с десятками тысяч долларов наличными, где поселяется в доме, купленном для Кайла. Полиция арестовывает Фрэнка, после в возвращения Нью-Йорк суд приговаривает его к тюремному заключению. Находясь в тюрьме, Фрэнк фантазирует о своём возвращении в Розлин, где он принимает поздравления с тем, что школа заняла первое место в общегосударственном рейтинге.
В эпилоге фильма сообщается, что Фрэнк Тассоне был осужден за хищение 2,2 млн долларов у школьного округа Розлин и приговорен к тюремному сроку от 4 до 12 лет. Памела Глакин созналась в присвоении 4,2 млн долларов, дала показания против Тассоне и была приговорена к сроку от 3 до 9 лет. Всего из бюджета школьного округа Розлин было похищено 11 млн долларов, что стало крупнейшей кражей в сфере образования Америки. Об этом скандале писали газеты «Нью-Йорк таймс», «Ньюсдей», и другие газеты из соседних трёх штатов, но только после того, как об этом написала школьная газета Hilltop Beacon. Из-за ошибки, допущенной в законе о пенсионных выплатах штата Нью-Йорк, Фрэнк Тассоне до сих получает пенсию в 174 тысячи долларов в год.

## В ролях
- Хью Джекман — Фрэнк Тассоне
- Эллисон Дженни — Пэм Глакин
- Джеральдин Висванатан — Рейчел Баргава
- Алекс Вулфф — Ник Флайшмен
- Рафаэль Касаль — Кайл Контерас
- Стивен Спинелла — Том Туджиеро
- Аннали Эшфорд — Дженни Аквила
- Рэй Романо — Боб Спайсер
- Хари Диллон — Дэвид Баргава
- Джереми Шамос — Фил Метцгер
- Стефани Курцуба — Кэрол Швайцер
- Кэтрин Кёртин — Джуди Шапиро
- Кэтрин Нардуччи — Шэрон Катц
- Рэй Абруццо — Говард Глакин
- Кейли Картер — Эмбер Маккарден
- Джимми Татро — Джим Маккарден
- Пэт Хили — присяжный прокурор

## Производство
В мае 2018 года было объявлено, что Хью Джекман находится на стадии переговоров насчёт участия в фильме. Кори Финли был объявлен в качестве режиссёра, а Майк Маковски, написавший сценарий на основе статьи The New York Times «Плохой суперинтендант» Роберта Колкера, — в качестве сценариста. Маковски, Фред Бергер, Брайан Кэвэна-Джонс, Джулия Лебедев, Орен Моверман и Эдди Вайсман были объявлены в качестве продюсеров под их компаниями Automatik, Sight Unseen и Slater Hall. В июне того же года к актёрскому составу присоединилась Эллисон Дженни, в июле — Джеральдин Висванатхан и Рэй Романо, и в октябре — Алекс Вулфф, Рафаэль Касаль, Стивен Спинелла, Аннали Эшфорд, Хари Диллон, Джимми Татро, Джереми Шамос, Кэтрин Нардуччи, Уэлкер Уайт, Стефани Курцуба, Питер Эппел, Рэй Абруццо, Кэтрин Кёртин и Кейли Картер.
Съёмки фильма проходили с 1 октября по 16 ноября 2018 года.

## Релиз
Мировая премьера фильма состоялась 8 сентября 2019 года на Международном кинофестивале в Торонто, после чего, в том же месяце, компания HBO Films приобрела права на его дистрибуцию. Премьера фильма на HBO состоялась 25 апреля 2020 года.

## Критика
Фильм получил положительные отзывы критиков. На интернет-агрегаторе Rotten Tomatoes он имеет рейтинг 94 % на основе 156 рецензий. Metacritic дал фильму 79 из 100 возможных баллов на основе 24 рецензий, что соответствует статусу «преимущественно положительные отзывы».
Питер Трэверс из Rolling Stone охарактеризовал работу Джекмана как «лучшую в карьере игру кинозвезды с подлинной актерской глубиной и диапазоном», а сценарий назвал «чертовски умным и подробным». Бен Кенигсберг из The New York Times выбрал фильм в качестве выбора критиков публикации и похвалил композицию Финли, диалоги Маковски, декорации, «резкую, ударную музыку» Абельса и «мрачно харизматичную» игру Джекмана. Дэвид Эрлих из IndieWire назвал сценарий Маковски «хорошо рассчитанным мастер-классом по нарративной экономике». Джейк Койл из Associated Press сравнил тон и историю фильма с фильмом Александра Пейна «Выскочка» (1999).